# Cybaeus tsurusakii
Cybaeus tsurusakii är en spindelart som beskrevs av Yoh Ihara 1993. Cybaeus tsurusakii ingår i släktet Cybaeus och familjen vattenspindlar. Inga underarter finns listade i Catalogue of Life.